# Cantonul Lunel
Cantonul Lunel este un canton din arondismentul Montpellier, departamentul Hérault, regiunea Languedoc-Roussillon, Franța.

## Comune
- Boisseron
- Lunel (reședință)
- Lunel-Viel
- Marsillargues
- Saint-Christol
- Saint-Just
- Saint-Nazaire-de-Pézan
- Saint-Sériès
- Saturargues
- Saussines
- Valergues
- Vérargues
- Villetelle